# Vasili Dokoetsjajev

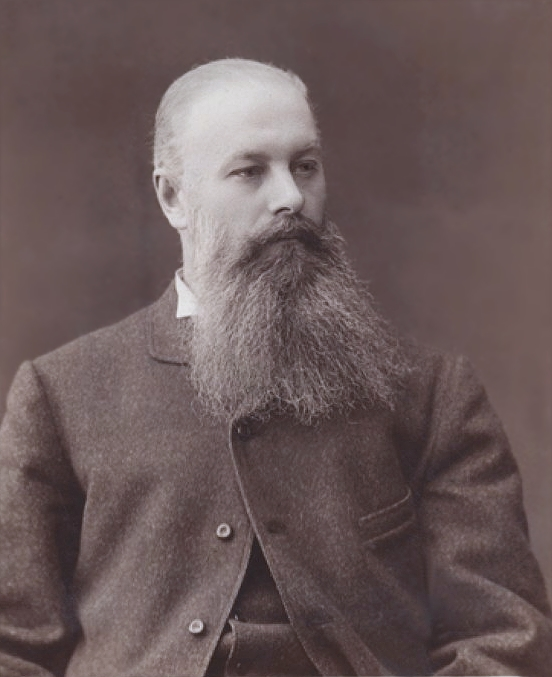
Vasili Dokoetsjajev, 1888.

Vasili Vasilievitsj Dokoetsjajev (Russisch: Василий Васильевич Докучаев; Engels: Vasily Dokuchaev) (Miljoekovo (gouvernement Smolensk), 17 februari (G.K.: 1 maart) 1846 – Sotsji, 26 oktober (G.K.: 8 november) 1903) was een Russisch geograaf die als de grondlegger van de bodemkunde beschouwd wordt.
Dokoetsjajev studeerde aan de staatsuniversiteit van Sint-Petersburg, waar hij later ook zelf les gaf. Een van zijn leerlingen was Vladimir Vernadski.
Dokoetsjajev wordt algemeen gezien als de grondlegger van de bodemkunde (pedologie). Hij ontwikkelde de bodemkunde in Rusland en was waarschijnlijk de eerste die de geografische verspreiding van bodemtypen bestudeerde.
Dokoetsjajev introduceerde in 1883 het idee dat het bodemtype niet alleen afhankelijk is van de geologie (in de vorm van het aanwezige moedergesteente), maar ook van klimatologische en topografische omstandigheden en de tijd beschikbaar voor bodemvorming. Met dit idee als basis maakte hij de eerste klassificatie van bodemtypen, die uitging van vijf factoren die bodemvorming beïnvloeden. Dankzij Dokoetsjajevs werk zijn een groot aantal Russische termen in de terminologie van de bodemkunde gekomen (bijvoorbeeld chernozem, podzol, gley, solonetz).
Naar Dokoetsjajev zijn genoemd:
- Een inslagkrater op Mars;
- Het bodemkundig museum van Sint-Petersburg (geopend in 1904).

- Gemeinsame Normdatei: 119415097
- International Standard Name Identifier: 0000 0001 0974 4012
- Library of Congress Control Number: n80148907
- Nationale Bibliotheek van Letland: 000059198
- Nationale Bibliotheek van Tsjechië: jn20000700416
- Nationale Bibliotheek van Polen: a0000002851080
- Nederlandse Thesaurus van Auteursnamen: 111850290
- Système universitaire de documentation: 152209158
- Virtual International Authority File: 55457179
- WorldCat: E39PBJpdQmMJFP7gbqVGDKwQv3